# Maestranza de Caballería de San Fernando
La Maestranza de Caballería de San Fernando es una asociación española apolítica y sin ánimo de lucro, constituida en 1999 por un grupo de descendientes de Caballeros Laureados con el fin de preservar la memoria y el recuerdo de la Real y Militar Orden de San Fernando.

## Antecedentes
Creada en 1811 por las Cortes de Cádiz, la Real y Militar Orden de San Fernando se ha caracterizado históricamente por el difícil acceso a la misma, quedando reservada a lo largo de su más de dos siglos de historia a premiar acciones heroicas y hechos distinguidos, como virtudes que, con abnegación, inducen a acometer acciones excepcionales o extraordinarias, individuales o colectivas, siempre en servicio y beneficio de España. La última Laureada Individual fue concedida en 1966, a título póstumo, al legionario Juan Maderal Oleaga por la guerra de Ifni. Por su parte, la última Laureada Colectiva fue impuesta por S.M. el rey Juan Carlos I al estandarte del Regimiento de Caballería Acorazado «Alcántara» n.º 10, por su heroísmo en 1921 durante el Desastre de Annual.
A finales de los años noventa del siglo XX ya eran sólo tres los caballeros Laureados que seguían aún con vida, todos ellos de edad avanzada. Debido a ello, en 1999 se constituye la Maestranza de Caballería de San Fernando con el objetivo de preservar el recuerdo de la  Real y Militar Orden de San Fernando y evitar que caigan en el olvido su memoria y su legado histórico. Para ello, la Maestranza agrupa a los descendientes de los Caballeros de la Real y Militar Orden de San Fernando, así como de manera honoraria, a todas aquellas personas que de manera destacada y meritoria defiendan la memoria de los Laureados.

## Fines y actividades
La Maestranza de Caballería de San Fernando tiene como fines:
- Agrupar en una asociación de carácter nacional a los descendientes de los Caballeros de la Real y Militar Orden  de San Fernando.
- Promover las actividades sociales y culturales necesarias para que la Orden de San Fernando se mantenga permanentemente en la memoria de la sociedad española, colaborando con las instituciones públicas y privadas afines.
- Realizar investigaciones y estudios históricos sobre la Real y Militar Orden de San Fernando, dando a conocer su historia, y las biografías u hechos heroicos de armas, de las personas, unidades de los Ejércitos, y otras entidades y corporaciones, que hubiesen sido condecoradas con esta Orden.
- Perpetuar el recuerdo de los caballeros, unidades de los ejércitos, corporaciones, etc., que fueron en su día distinguidas y premiadas con la Orden de San Fernando; disponiendo la celebración de los actos necesarios para la conmemoración de estos hechos.
- Promover entre los descendientes de los personajes, unidades y corporaciones laureadas, el conocimiento de la vida y los hechos de sus antecesores; exhortándolos, al mantenimiento vivo de su recuerdo y ejemplo; participando y colaborando en la celebración de las efemérides, honras y actos que a este fin se dispusiesen.  Y conservar, reconstruir, o realizar sus monumentos, placas conmemorativas, tumbas, etc.

## Presidentes
Desde su fundación la Maestranza de Caballería de San Fernando ha tenido cuatro presidentes:
1. Evaristo Martín de Sandoval y Freire de Tejada, marqués de Sierra Bullones y Grande de España. (1999-2009)
2. Enrique Martínez de Vallejo y Manglano, marqués de Rubalcava. (2009-2016)
3. José María Ruiz de Ojeda y García-Escudero, conde de Vallfogona. (2016-2019)
4. Carmen Travesedo y Colón de Carvajal, marquesa de Sierra Bullones y Grande de España. (desde 2019)[7]

## Miembros destacados
- S.A.R. Príncipe Pedro de Borbón-Dos Sicilias y Orleans, duque de Calabria.[8]
- S.A.R. Príncipe Francisco Guillermo de Prusia.[9]
- General de Ejército Fulgencio Coll, Jefe de Estado Mayor del Ejército de Tierra (2008-2012).[8]
- Teniente General Adolfo Esteban Ascensión, último laureado.
- Arthur Wellesley, VIII duque de Wellington.[10]
- Enrique Martínez de Vallejo y Manglano, marqués de Rubalcava.[11]
- José Manuel García-Margallo,  Ministro de Asuntos Exteriores (2011-2016).[8]
- Augusto Ferrer-Dalmau, pintor.[12][13]
- José Luis Isabel Sánchez, coronel e historiador.[14]